# Patrick Descamps
Patrick Descamps (Mons, 13 dicembre 1956) è un attore e doppiatore belga.

## Biografia
Dopo aver vinto il primo premio in declamazione e fonetica al Conservatorio di Mons, Patrick Descamps è diventato professore di declamazione all'Accademia di Colfontaine ruolo coperto dal 1977 al 1979. 

## Filmografia

### Cinema
- Rincorsa (Cavale) - regia di Lucas Belvaux (2002)
- La raison du plus faible - regia di Lucas Belvaux (2006)
- Angèle e Tony (Angèle et Tony) - regia di Alix Delaporte (2010)
- 38 testimoni (38 témoins) - regia di Lucas Belvaux (2012)
- Angelica (Angélique) - regia di Ariel Zeitoun (2013)
- French Connection (La French) - regia di Cédric Jimenez (2014)
- Il medico di campagna (Médecin de campagne)  - regia di Thomas Lilti (2016)
- I visitatori 3 - Liberté, egalité, fraternité (Les Visiteurs : La Révolution) - regia di Jean-Marie Poiré(2016)
- A casa nostra (Chez nous) - regia di Lucas Belvaux (2017)
- Lo scambio di principesse (L'Échange des princesses) - regia di Marc Dugain (2017)
- Le Collier rouge - regia di Jean Becker (2018)
- Le milieu de l'horizon - regia di Delphine Lehericey (2019)
- Les Intranquilles - regia di Joachim Lafosse (2021)
- Un'ombra sulla verità (L'homme de la cave) - regia di Philippe Le Guay (2021)
- Ritrovarsi a Tokyo (Une part manquante) - regia di Guillaume Senez (2024)
- Il caso Belle Steiner (Belle) - regia di Benoît Jacquot (2024)

### Televisione
- Une leçon d'amour - serie TV (1998)
- Nature contre nature - regia di Lucas Belvaux - film TV (2005)
- Transferts - serie TV (2007)
- Un village français - serie TV (2009)
- I fiumi di porpora - La serie (Les Rivières pourpres) - serie TV (2018)
- Gloria - serie TV (2021)
- Rivière-Perdue - serie TV (2024)

## Doppiaggio

### Film
- Michael Ironside in Delitto + castigo a Suburbia
- Steven Seagal in The Foreigner - Lo straniero
- David O'Hara in Tristano & Isotta
- Dennis Haysbert in Breach - L'infiltrato
- Samuel L. Jackson in Cleaner
- John Goodman in La papessa
- Brian Cox in Prison Escape, Autopsy
- Keith David in A proposito di Steve
- Thom Barry in Fire with Fire
- Forest Whitaker in Un Natale speciale a New York
- Vernon Dobtcheff in La grande bellezza
- Bernd Stegemann in Fuck you, prof!
- Peter Simonischek in Vi presento Toni Erdmann
- Robert De Niro in Stanno tutti bene - Everybody's Fine, Cose nostre - Malavita
- Jan Decleir in Blind spot
- Francesc Orella in Il guardiano invisibile

### Film d'animazione
- Conrad Cupmann in Jungle Jack - Il grande film del piccolo Ugo!
- Giovanni in Pokémon il film - Mewtwo contro Mew
- Monsieur Pataté in Un gatto a Parigi
- Break Summers in Barbie e l'avventura nell'oceano, Barbie e l'avventura nell'oceano 2
- Jet Black in Cowboy Bebop - Il film

### Serie televisive
- Michael Gambon in Doctor Who

### Serie televisive d'animazione
- M. Yakata in Kenshin - Samurai vagabondo
- Cogliostro in Spawn
- Giovanni in Pokémon
- Magneto in X-Men: Evolution
- Unicron, Dreadwing, Hardshell, Skyquake in Transformers: Prime
- Patrick Fitzgerald in Lo straordinario mondo di Gumball
- Ben Parker in Ultimate Spider-Man
- Hajrudin e Riku Doldo in One Piece
- Narratore in I Cavalieri dello zodiaco - Saint Seiya: Soul of Gold
- Thanos in Guardiani della Galassia

## Doppiatori italiani
Nelle versioni in italiano delle opere in cui ha recitato, Patrick Descamps è stato doppiato da:
- Carlo Valli in Angèle e Tony, Il medico di campagna
- Gino La Monica in French Connection
- Stefano De Sando in I visitatori 3 - Liberté, egalité, fraternité
- Paolo Buglioni in Lo scambio di principesse
- Bruno Alessandro in Gloria
- Riccardo Polizzy Carbonelli in Il caso Belle Steiner

## Riconoscimenti
- Premio Magritte per il migliore attore non protagonista in A casa nostra